# Jaroslav Černý (politik)
Jaroslav Černý (14. května 1921 - ???) byl český a československý politik Komunistické strany Československa, poslanec České národní rady a Sněmovny národů Federálního shromáždění na počátku normalizace.

## Biografie
Po federalizaci Československa usedl v lednu 1969 do Sněmovny národů Federálního shromáždění. Do funkce ho nominovala Česká národní rada, kde rovněž zasedal. Ve federálním parlamentu setrval do prosince 1969, kdy rezignoval na svou funkci. Zároveň odešel v listopadu 1969 i z ČNR.
Po invazi vojsk Varšavské smlouvy do Československa zařadil východočeský Krajský výbor KSČ Jaroslava Černého, narozeného roku 1921, na seznam „představitelů a exponentů pravice“. V té době je uváděn jako ředitel podniku Pozemní stavby, n. p. Pardubice.